# Pinkes Leben Queer-Festival
Das Pinkes Leben Queer-Festival war ein geplantes deutsches Festival mit Filmen über das Leben von Lesben, Schwulen, Bisexuellen, Transgendern und Intersexuellen (LGBTI), das in Ankara stattfinden sollte. Das 2017 zum ersten Mal organisierte Kulturfestival wollte mit der Unterstützung der Deutschen Botschaft in Ankara Werke deutscher Filmemacher zu unterschiedlichen Formen von sexueller Selbstdefinition zeigen. Es sollte am 16. und 17. November 2017 stattfinden.
Der Gouverneur von Ankara verbot die Durchführung des Festivals. Die angekündigten Filme könnten „Hass und Feindschaft gegenüber anderen Teilen der Gesellschaft schüren“ und eine Gefahr für die öffentliche Sicherheit darstellen, hieß es in seiner Begründung. In der Türkei ist Homosexualität nicht strafbar.
Das Festival wollte in verschiedenen Kinos vier Filme deutscher Regisseure zeigen. 2017 wären darunter Aus der Haut von Jan Braren und Ungesagt von Sophie Charlotte Conrad gewesen.

## Reaktionen auf das Verbot
Staatsminister Michael Roth (SPD) erklärte via Kurzmitteilungsdienst Twitter: „Die Freiheit der Kunst und die Rechte der Minderheiten sind unantastbar.“